# Visual Basic .NET
Visual Basic .NET est un langage de programmation à la syntaxe similaire à celle de Visual Basic 6. 
VB.NET permet de développer en .NET via Visual Studio, sur les systèmes d'exploitation Windows (98, 2000, XP, Vista, 7, 8, 8.1, 10 et 11). Comme tout autre langage de la plateforme .NET, VB.NET est compilé vers le langage intermédiaire CIL.

## Les IDE (environnements de développement)

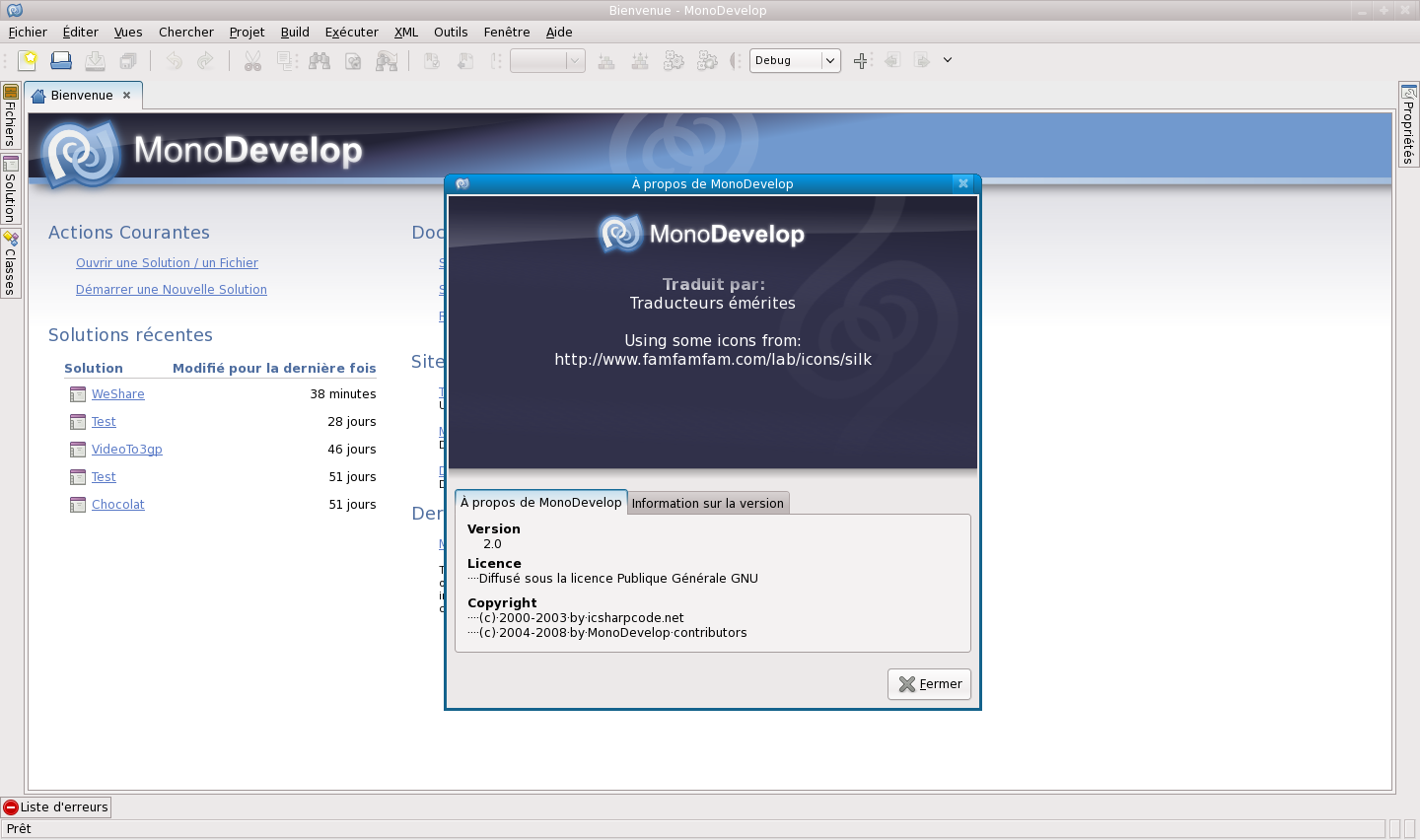
Capture d'écran de MonoDevelop

L'IDE commun et incontournable de tous les langages .NET est Visual Studio. Celui-ci est payant (la licence est propriétaire) mais dispose d'une version gratuite pour les développeurs et petites sociétés (CA inférieur à un million de dollars) nommée Visual Studio Community.
Une autre version gratuite existe, limitée à un seul langage : Visual Studio Express.
D'autres IDE gratuits existent, comme SharpDevelop ou MonoDevelop, mais ceux-ci sont moins évolués que Visual Studio.

## Versions

### Évolutions: de VB6 à VB7 (non exhaustif)
Qu'est-ce qui différencie VB6 (Visual Basic 6) par rapport à VB7 (Visual Studio 2003) ? :
- L'orientation objet fait son apparition avec notamment l'intégration de la technologie de l'héritage, qui jusqu'à ce jour limitait l'industrialisation du code Visual Basic (VB6 n'était pas un langage orienté objet à proprement parler).
- L'intégration de l'environnement de développement (IDE) dans la suite Visual Studio permettant d'utiliser d'autres langages comme Visual C++ ou Visual C#. Une bibliothèque de fonction faite en C# sera totalement compatible et utilisable dans une application VB.NET.
- Le code produit par VB.NET est compilé dans un même langage intermédiaire qu'on appelle le CIL (Common Intermediate Language) ou MSIL (Microsoft Intermediate Language). Ce langage est le même que le résultat d'une compilation de C#.
- La connexion aux bases de données est facilitée par l'amélioration des outils de glisser-déposer et l'utilisation de la dernière technologie ADO, ADO.NET.
- La technologie XML est intégrée nativement dans .NET, ce qui permet la création plus facile d'application en ligne ou de sauvegarde de données.
- Le générateur de code SQL est beaucoup plus performant.
- L'écriture de gestionnaires d'erreurs tient compte du Multithreading via des blocs TRY/CATCH.
- La portée des instructions GOTO est limitée (les sauts ne peuvent se faire qu'au sein d'une même fonction). Ce comportement est dû au fonctionnement-même de la plateforme .NET et est commun à tous les langages .NET : C#, J#, etc.
- La déclaration des variables est rendue obligatoire par défaut (contrairement au Visual Basic 6 où cette fonctionnalité était désactivée par défaut).
- L'intégration de nouvelles classes d'objet .NET s'est faite tout en permettant pour les versions intermédiaires de réutiliser les objets .COM rendant la migration plus facile de Visual Basic 6 à VB Net. VB.NET est le seul langage de .NET à avoir une intégration « en profondeur » des objets COM.
- Les pointeurs vers des fonctions peuvent et doivent (dans 99 % des cas) désormais être typés (notion de délégués).

### Évolutions: VB7 à VB8 (non exhaustif)
Quelques nouveautés ont fait leur apparition entre VB7 et VB8, mais c'est surtout le passage du framework .NET 1.1 au 2.0 qui marque cette évolution.
En voici tout de même un résumé :
- Les classes partielles, permettant de répartir l’implémentation d’une classe sur plusieurs fichiers.
- Les types génériques, évolution typée des templates C++.
- Les types « nullables », c'est-à-dire la possibilité de spécifier qu’un type de valeur peut être nul. Ceux-ci sont déclarés avec le caractère point d'interrogation « ? » suivant le nom du type, comme ceci : Dim X as Integer? = Nothing (VB9) ou avec une classe particulière (VB8+). Cette valeur « Nothing » serait, si le « ? » n'était pas spécifié, converti en 0 dans ce cas-ci. Dans le nouveau système, (X+10) vaudrait « Nothing » (Nothing est absorbant dans tous les opérateurs), et pas 10 comme cela aurait été le cas autrement. Tout membre d'une valeur « vide » est « vide ».
- La documentation est automatiquement générée depuis des commentaires spéciaux dans le code.

### Évolutions: VB8 à VB9 (non exhaustif)
VB9 a évidemment implémenté toutes les nouvelles fonctionnalités de C#, ainsi que quelques autres :
- LINQ, XLINQ, DLINQ…
- Expression Trees (fonctions anonymes)
- Assouplissement des conversions entre délégués
- XML Littéral
- Introduction du IF ternaire (équivalent de bool?truePart:falsePart), optimisé par rapport à IIF()
- La migration du code VB6 vers .NET, et la rétro-compatibilité avec ce langage (Classe VB6) ont été retirés.

### Évolutions: VB9 à VB10
VB10 (aussi appelé VBx) marque un tournant majeur dans l'évolution de VB. Outre le fait qu'il sera intégré dans le Framework 4, il devrait surtout combler totalement son "retard" par rapport à C# sur certains points (tout comme C# comblera son retard envers VB), vu que la "coévolution" des langages C# et VB.NET a été officiellement annoncée. Cela assure non seulement un futur stable à VB.NET, qui ne pourra pas être délaissé par Microsoft mais aussi une garantie que tout ce qui est faisable en C# le sera toujours aussi sous VB.NET (même si c'est d'une autre façon).
Les fonctionnalités prévues pour VBx :
- Objets dynamiques (permet notamment la Programmation orientée prototype et la communication entre des langages dynamiques (JScript…) et les langages de la plateforme .NET)
- Gestion implicite des interfaces (comme C#)
- Gestion des méthodes anonymes
- Simplification de l'écriture des tableaux, collections, listes et dictionnaires.

## Quelques différences entre C# et VB.NET (non exhaustif)
Voici les différences les plus flagrantes entre VB.NET et C# (VB.NET et C# évoluant, les éléments de cette liste peuvent être obsolètes):
- VB supporte les paramètres optionnels (C# ne le supporte que depuis sa version 4)
- VB supporte le "late-binding" (appel d'une propriété/fonction avec son nom, sans connaitre le type de l'objet (pour les objets COM))
- L'espace de nom Microsoft.VisualBasic donne une compatibilité par rapport à VB6. Il est à éviter si une solution plus performante existe.
- L'espace "My" implémente de nombreux appels WMI ou d'IO, ainsi que plusieurs "raccourcis" dans la gestion des ressources et paramètres d'applications. (VB8+)
- VB supporte la structure With
- Gestion des évènements simplifiée dans les fenêtres et contrôles
- On peut définir une méthode d'interface avec un nom différent que celui proposé au départ (si on veut redéfinir une fonction dans la classe avec un même nom mais une action différente)
- Support du mot-clé When dans le bloc Catch (exemple : Catch ex as ComException When ex.ErrNumber = 30)
- XML Littéral n'est pas implémenté en C#.
- Les Custom Events ne sont pas implémentés en C#.

Une liste des différences (en 2005) entre C# et VB.NET plus complète existe ici.

## Quelques exemples de code en VB.NET

### Hello World en VB.NET (Mode Console)
```
Public
 
Module
 
HelloWorld

    
' Les lignes qui suivent sont toutes facultatives, mais conseillées

    
' Elles sont automatiquement transformées en documentation

    
''' <summary>Point d'entrée du programme</summary>

    
''' <param name="Args">Les arguments en ligne de commande passé au programme</param>

    
Public
 
Sub
 
Main
(
ByVal
 
Args
 
As
 
String
())

        
' Écrire dans la console

        
Console
.
WriteLine
(
"Hello World!"
)

        
' Attendre que l'utilisateur appuie sur une touche

        
Console
.
ReadKey
(
False
)

    
End
 
Sub

End
 
Module

```

### Hello World en VB.NET (Mode Windows Forms)
```
Public
 
Class
 
Form1

    
Public
 
Sub
 
AfficheMessage
()

        
'1ère solution (Fonctionne aussi en VBScript)

        
MsgBox
(
"Hello World!"
)

        
'2ème solution

        
MessageBox
.
Show
(
"Hello World!"
)

        
'Autre design 

        
MsgBox
(
"Hello World"
,
 
MsgBoxStyle
.
Critical
,
 
"Titre, hello world"
)

        
'OU

        
MsgBox
(
"Hello World"
,
 
MsgBoxStyle
.
Information
,
 
"Titre, hello world"
)

    
End
 
Sub

End
 
Class

```

### Boucles et conditions
```
'

' Une simple condition IF

'

If
 
XCondition
 
=
 
3
 
Then

   
' XCondition vaut 3

ElseIf
 
YCondition
 
<>
 
4
 
Then

   
' XCondition ne vaut pas 3

   
' YCondition ne vaut pas 4

ElseIf
 
ZCondition
 
Is
 
AnotherObject

   
' XCondition ne vaut pas 3

   
' YCondition vaut 4

   
' ZCondition et AnotherObject renvoient vers le même objet

Else
 

   
' Aucune des conditions précédentes n'a été rencontrée

End
 
If

'

' Un Select Case optimisé (Switch en C#)

'

Select
 
Case
 
X

   
Case
 
0

      
' X = 0

   
Case
 
1

      
' X = 1

   
Case
 
2

      
' X = 2

   
Case
 
Else

      
' X <> 1

End
 
select

'

' Un SELECT CASE translaté en IF/ELSE IF à la compilation

'

Select
 
Case
 
Y

   
Case
 
Is
 
<
 
3

     
' Y < 3

   
Case
 
3

     
' Y = 3

   
Case
 
Else

     
' Y > 3 dans ce cas

End
 
Case

'

' Boucle WHILE

'

While
 
ImTrue

   
' ImTrue est vrai

   
' Ici on change la valeur de ImTrue

   
ImTrue
 
=
 
False

End
 
While

' ImTrue n'est plus vrai

'

' Boucle Do...Loop

'

ImFalse
 
=
 
False

Do

   
' Aucune condition n'a été appliquée si c'est la première fois

   
' Sinon, c'est que ImFalse n'est pas faux 

   
' Dans cet exemple, le code n'est pas relancé une {{2e}} fois

Loop
 
Until
 
ImFalse
 
=
 
False

' ImFalse est bien faux

'

' Boucles For et For Each

'

For
 
X
 
As
 
Integer
 
=
 
0
 
to
 
9

   
' Ce code sera exécuté 10 fois

Next

For
 
X
 
As
 
Integer
 
=
 
10
 
To
 
1
 
Step
 
-
1

   
' Ce code sera exécuté 10 fois en sens inverse

Next

For
 
Each
 
Element
 
As
 
ElementType
 
In
 
Array

   
' Ce code sera exécuté autant de fois qu'il y a d'éléments de type ElementType dans Array

Next

```

### Les tableaux
```
'Créer un tableau de texte, vide et de taille infini

Dim
 
Tableau
()
 
As
 
String

'Créer un tableau de nombres naturels, vide et de taille infini

Dim
 
Tableau
()
 
As
 
Integer

'Créer un tableau de nombres réels, vide et de taille infini

Dim
 
Tableau
()
 
As
 
Double

'Assigne une valeur à la première case du tableau 

Tableau
(
0
)
 
=
 
"Case de tableau"

Tableau
(
0
)
 
=
 
1

Tableau
(
0
)
 
=
 
1.5

'Créer un tableau de texte de deux lignes et deux colonnes de texte et vide

Dim
 
Tableau
(
2
,
2
)
 
As
 
String

'Créer un tableau de texte de deux colonnes et une ligne comportant "Bonjour" et "Au revoir"

Dim
 
Tableau
()
 
As
 
String
 
=
 
{
"Bonjour"
,
 
"Au revoir"
}

'Créer un tableau de texte de deux colonnes et deux lignes

Dim
 
Tableau
(,)
 
As
 
String
 
=
 
{{
"Colonne 1, ligne 1"
,
"Colonne 2, ligne 1"
},
 
{
"Colonne 1, ligne 2"
,
 
"Colonne 2, ligne 2"
}}

''Créer un tableau puis le redimensionner en sauvegardant les valeurs

'Créer un tableau de dix lignes et dix colonnes

Dim
 
Tableau
(
9
,
9
)
 
As
 
String

'Redimensionner en vingt lignes et vingt colonnes en préservant les valeurs

Redim
 
Preserve
 
Tableau
(
19
,
19
)

'Effacer toutes les valeurs du tableau en récupérant l'espace

Erase
 
Tableau

'Réinitialisation du tableau Tableau à partir de l'élément 1 et pour 5 éléments

Array
.
Clear
(
Tableau
,
 
1
,
 
5
)

```

### Gestion des exceptions
VB.NET possède les instructions try et catch permettant de gérer les exceptions (comportement non attendu des instructions du programme).
Exemples :
```
Try

    
My
.
Computer
.
FileSystem
.
FileReadBytes
(
"C:\Chemin\Fichier.ext"
)

Catch
 
Ex
 
as
 
FileNotFoundException
 
'Pour l'erreur Fichier introuvable

    
MessageBox
.
Show
(
"Impossible trouver le fichier"
,
 
"Erreur"
)

Catch
 
Ex
 
as
 
Exception
 
'Pour les autres erreurs.

    
MessageBox
.
Show
(
"Une erreur inconnue s'est produite. Erreur renvoyée: "
 
&
 
ex
.
Message
,
 
"Erreur"
)

End
 
Try

'Remarquez que ex récupère les données

'de l'erreur, permettant de les traiter.

'Il y a d'autres options que Message. Consultez la documentation Visual Basic .NET pour en savoir plus.

Try

    
SomeUnknownCOMObject
.
DoSomething
()

Catch
 
Ex
 
as
 
COMExcpetion
 
When
 
Ex
.
ErrorCode
 
=
 
4

    
' The object was of the excpected type but he throwned

    
' an error with [[HRESULT]] 4, which is possible as the 

    
' documentation of the object says (it's an exemple).

    
MessageBox
.
Show
(
"L'objet n'était pas prêt"
)

    
' Throw some new Application-Specific error.

    
Throw
 
new
 
Exception
 
(
"The object was not ready."
)

Catch
 
Ex
 
as
 
Exception

    
' Display some message

    
MessageBox
.
Show
(
"Une erreur inconnue s'est produite"
,
 
"Erreur"
)

    
' But throw the (same) exception

    
Throw

Finally

    
' Quoi qu'il se passe, on fait cela

    
' Même si une erreur est survenue, ce code sera lancé

    
Try
 
:
 
SomeUnkwnowCOMOBject
.
DoSomethingAnyWay
()
 
:
 
Catch
 
ex
 
as
 
Exception
 
:
 
End
 
Try

End
 
Try

```

### Exemple d'utilisation deLINQ
```
' Retourne un énumérateur qui renvoie tous les noms des fenêtres enfants qui sont des éditeurs de texte

' Visual Studio 2008 trouve le type de la variable automatiquement, similaire au "var" du C#

Dim
 
AllText
 
=
 
From
 
CW
 
in
 
MyFormInstance
.
ChildWindows

  
Where
 
CW
.
GetType
()
 
is
 
GetType
(
MyTextEditorWindow
)

  
Select
 
CW
.
Text

' Crée un objet XML (un Document XML, pas une chaine de caractère)

' Visual Studio 2008 trouve le type de la variable automatiquement, similaire au "var" du C#

Dim
 
XMLDoc
 
=
 
_

    <root>
<
%
 
For
 
Each
 
Item
 
in
 
Items
 
%
>

        
<
item
 
name
=
"<%= Item.Name %>"
 
/>

    
<
%
 
Next
 
%
></
root
>

' Sauvegarde dans un fichier le document XML

XMLDoc
.
Save
(
"FileName.xml"
)

```

### Exemple d'un événement simple
```
' Déclaration des objets (fonctions, événements, ...) pour la fenêtre Form1

Public
 
Class
 
Form1

    
' Lorsque l'utilisateur clique sur l'objet Button1

    
Private
 
Sub
 
Button1_Click
(
ByVal
 
sender
 
As
 
System
.
Object
,
 
ByVal
 
e
 
As
 
System
.
EventArgs
)
 
Handles
 
Button1
.
Click

        
Me
.
Close
()
 
' On ferme la fenêtre parente (grâce à Me) donc l'application

    
End
 
Sub

End
 
Class

```

### Exemple d'un code appelant une fonction
```
Public
 
Class
 
Form1

    
' Création de la fonction Quitter avec un Private Sub

    
Private
 
Sub
 
Quitter
()

        
Me
.
Close
()

    
End
 
Sub

    
' Lorsque l'utilisateur clique sur l'objet Button1

    
Private
 
Sub
 
Button1_Click
(
ByVal
 
sender
 
As
 
System
.
Object
,
 
ByVal
 
e
 
As
 
System
.
EventArgs
)
 
Handles
 
Button1
.
Click

        
Call
 
Quitter
()
 
' On appelle Private Sub Quitter()

    
End
 
Sub

    
' Lorsque l'utilisateur clique sur l'objet Button2

    
Private
 
Sub
 
Button2_Click
(
ByVal
 
sender
 
As
 
System
.
Object
,
 
ByVal
 
e
 
As
 
System
.
EventArgs
)
 
Handles
 
Button2
.
Click

        
Call
 
Quitter
()
 
' L'avantage de ce code, c'est qu'on peut appeler Quitter() autant de fois que l'on souhaite

    
End
 
Sub

End
 
Class

```

## Identité visuelle

Ancien logo.
Logo actuel.